# Draghignazzo

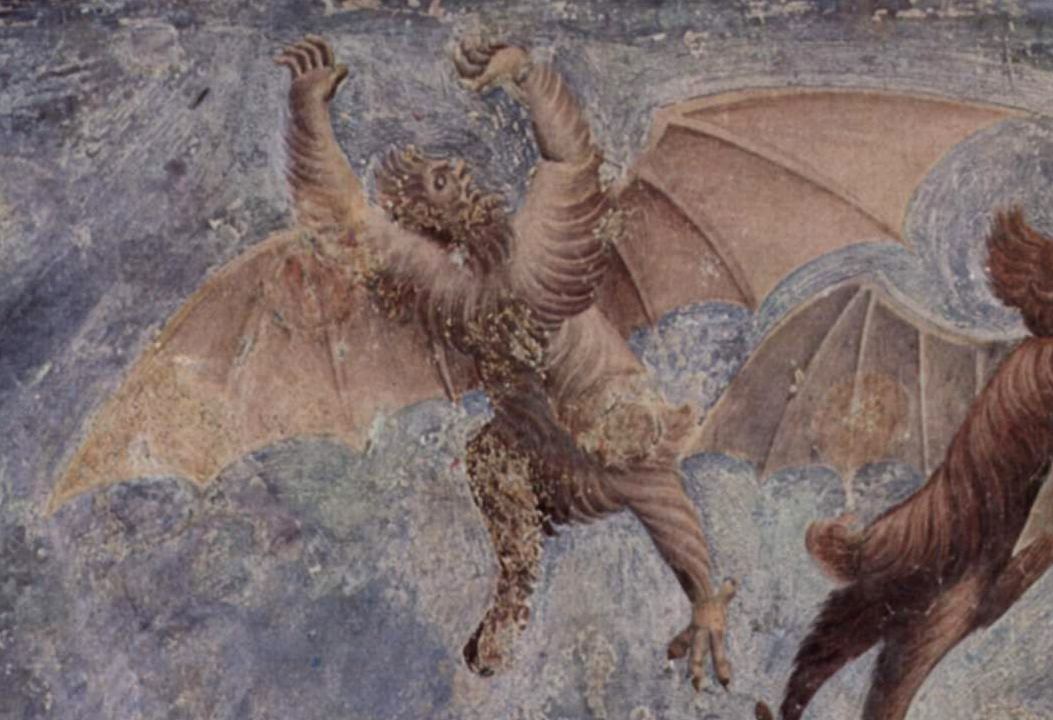
Un diavolo di Giotto, Cappella degli Scrovegni, Padova (1296-1298)

Draghignazzo è un diavolo immaginato da Dante Alighieri, che lo inserisce tra I Malebranche, la diabolica truppa di demoni protagonista di un curioso episodio dell'Inferno (Canti XXI, XXII e XXIII). Essi creano con le loro grottesche figure una parentesi dallo stile tipicamente comico che è molto rara nell'opera dantesca e rappresenta una preziosissima testimonianza di come il grande poeta sapesse adattare con duttilità la sua poesia ai più svariati generi.
Il suo nome è una fusione di "drago" e forse di "sghignazzo", anche se il commentatore antico Benvenuto da Imola lo immagina come un diminutivo di "dragaccio". Altra ipotesi può essere che il nome sia una deformazione di draghinassa, appellativo ironico di armi bianche corte; in origine era il nome proprio di una spada, come Durlindana.
giuso a le gambe;»
(XXII, vv. 73-74)
La sua parte nell'episodio è piuttosto secondaria: egli, dopo Libicocco, non riesce a trattenersi dallo sfregiare Ciampolo di Navarra e quasi eccitato dal sangue della ferita sulle braccia inferta dal Libicocco, lo assale alle gambe immediatamente, prima di essere fulminato da un'occhiataccia del loro "sergente" Barbariccia, che li riporta immediatamente all'ordine.

## Curiosità
Nel primo volume della serie di libri per ragazzi scritta da Kate McMullan "La Scuola degli Acchiappadraghi", ovvero "Lezione N°1: come trovare un drago", il primo nemico affrontato dai giovani protagonisti porta il nome di Draghignazzo (Gorzil nella versione originale del testo). Esso viene citato anche nel secondo volume della saga "Lezione N°2: Non dire drago se non ce l'hai nel sacco", dove la madre Fiatella (Mother of all dragons in originale) cercherà di vendicare il figlio.
Draghignazzo è anche il nome con cui è stato reso in italiano quello del diavolo Scabtree nel romanzo epistolare "Le lettere di Berlicche" (titolo originale The Screwtape Letters) dello scrittore britannico Clive Staples Lewis. 